# Lago Iseo
El lago Iseo o lago d'Iseo o Sebino es el cuarto lago más grande en Lombardía, Italia. Se sitúa al norte del país, en el Val Camonica, próximo a las ciudades de Brescia y Bérgamo. Su superficie se encuentra repartida también entre las provincias homónimas. A pesar de ser esta una de las áreas más industrializadas del mundo, se sitúa en un paraje de gran riqueza natural y ecológica. En el centro del lago se encuentra la isla Monte Isola, la isla lacustre más grande del sur de Europa.

## Poblaciones
En la provincia de Bérgamo:
- Sarnico, donde se sabe que existió una aldea prehistórica y que aún conserva buenos frescos en su iglesia de San Nazario.
- Riva di Solto, una bella aldea de pescadores.
- Lovere, que una vez fue villa fortificada y que hoy dispone de una escuela de bellas artes. Famosa también por su vida nocturna y sus instalaciones turísticas.

En la provincia de Brescia:
- Iseo, del que toma el lago su nombre. Bellos paseos por las riberas.
- Marone.
- Sale Marasino.

Las pequeñas islas de Loretto y San Pablo son propiedades privadas.